# Carracedelo (kommun)
Carracedelo är en kommun i Spanien.   Den ligger i provinsen Provincia de León och regionen Kastilien och Leon, i den nordvästra delen av landet, 300 km nordväst om huvudstaden Madrid. Antalet invånare är 3 680. Arean är 32 kvadratkilometer. Carracedelo gränsar till Toral de los Vados, Cacabelos, Camponaraya, Ponferrada, Priaranza del Bierzo, Borrenes och Carucedo. 
Terrängen i Carracedelo är platt åt nordost, men åt sydväst är den kuperad.